# 范哈爾森冰原島峰
67°59′S 62°45′E / 67.983°S 62.750°E
范哈爾森冰原島峰（英語：Van Hulssen Nunatak）是南極洲的冰原島峰，位於麥克羅伯特森地，屬於弗拉姆山脈中特里林峰的一部分，挪威製圖師根據該國探險隊拍攝的空中照片繪入地圖，現時由南極條約體系管理。